# Harry Klugmann
Harry Klugmann, född 28 oktober 1940 i Słupsk (dåvarande Stolp) i nuvarande Pommerns vojvodskap, Polen, död 29 juni 2023, var en tysk ryttare som tävlade för Västtyskland.
Han tog OS-brons i lagtävlingen i fälttävlan vid de olympiska ridsporttävlingarna 1972 i München.